# 보카리나
보카리나(영어: Vocalina)는 ㈜티젠스가 만든 음성 합성 프로그램이다. 현재 최신 버전은 2.3으로, 보라는 공식적으로 지원 중단, 카일린은 이용권을 구매해야 이용할 수 있다. 웹 솔루션 방식의 소프트웨어이다.

## 개요
보카리나는 한국의 ㈜티젠스에서 만들어낸 음성합성 프로그램 엔진이다.
노래를 만들고 난 후 가수를 설정할 수도 있다.
가수는 현재 보라, 카일린이 출시되어 있다. 보라는‘키스 마이 라이프’라는 네이버 베스트 도전만화의 주인공 보라를 모티브로 잡고 만들어졌다. 카일린은 ㈜티젠스에서 직접만든 캐릭터 가수이다.  보라는 카일린 구매를 하면 무료로 사용할 수 있다.무료 지원 중단 상태., 카일린은 로그인 후에 캐쉬를 충전하여 이용권을 구매한 후 사용할 수 있다.
보카리나 특유의 에코는 2.1버전 업데이트 이후로 사라진 상태이다. 보카리나 홈페이지에서 MR과 vsp파일을 구매할 수 있다. MR은 배경음악이고 vsp파일은 보카리나 프로젝트 파일을 말하는데, 구매 시 배경음이랑 노래 조교가 완료된 상태이다.
VOCALOID라는 야마하에서 제작된 프로그램과 똑같은 음성합성 소프트웨어이고 VOCALOID와 인터페이스도 흡사하나, VOCALOID와는 관계가 없으며, 시유라는 한국어 VOCALOID보다 조금 먼저 나왔다고 한다.
안드로이드, iOS에선 ‘메세지 송’이라는 앱이 출시되어 있다. 이 앱에선 이미 있는 곡의 가사를 개사할 수 있다. 안드로이드는 Google Play 에서, iOS는 App Store에서 다운로드할 수 있다.
현재 일본어 버전도 출시되었다. 이것 또한 ㈜티젠스에서 만들었다.
2.3 업데이트가 지원되면서 인토네이션 등 기능 추가가 이루어졌고, 동시에 카일린의 발음과 음간 연결 등이 자연스러워졌다.
2.3 업데이트부터 보라가 공식적으로 서비스 종료되었으나, 2.2 설치파일을 설치하면 무료로 계속 이용할 수 있는 상태이다.
2017년 9월 25일에 2017년 10월 1일 부로 보카리나 서비스를 종료한다고 공지했으나 2017년 9월 29일에 서비스를 1년 연장하는 것으로 정정하였다.
2018년 10월 1일 보카리나는 서비스를 종료했다.

## 캐릭터 소개

### VORA
- 본명: 최보라
- 나이: 17세
- 키: 160cm
- 몸무게: 43kg
- 생일: 3월 20일
- 혈액형: AB형
- 가족관계: 외동딸
- 자신있는 음역: C4 ~ F5
- 템포: 70 ~ 180 BPM
- 좋아하는 것: 노래부르기, 컴퓨터
- 싫어하는 것: 자명종 소리, 익히지 않은 음식
- 취미: 노래듣기, 퍼즐 맞추기
- 특기: 정리정돈, 블로그 관리

### Khylin
- 나이: 16세
- 자신있는 음역: E3 ~ E5
- 템포: 70 ~ 150 BPM

## 같이 보기
- VOCALOID
- 음성 합성